# Einstellnegativ
Einstellnegativ ist ein Begriff aus der Fotografie.
Das Einstellnegativ ist ein laborfotografisches Normal. Es dient dazu, die bei Laborarbeiten verwendeten Apparate und Materialien für ihre Verwendung optimal zu justieren.
Einstellnegative können in mehreren Arten ausgeführt sein: 
1. als Schwarzweiß-Strichnegativ. Der Hauptzweck ist die Ermittlung einer maximalen Schärfeleistung des verwendeten Projektors zusammen mit dem verwendeten Objektiv.
2. als Farb-Einstellnegativ. Mit seiner Hilfe ist es möglich, die Basis-Einstellung des gesamten Weiterverarbeitungs-Prozesses im Vergleich zum angestrebten Norm-Ergebnis zu beurteilen: Mit dem Farb-Einstellnegativ wird ein optimierter Positiv-Probe-Abzug mitgeliefert. Dessen Schärfen- und Farbcharakteristika strebt der Laborant an, wenn er mittels des Einstellnegativs den Projektor, die Filter, die chemischen Prozesse und die jeweiligen Verarbeitungszeiten auf das zu verwendende Material (Filme, Papiere) abstimmt.